# Rhipidura opistherythra
Rhipidura opistherythra là một loài chim trong họ Rhipiduridae.